# Джунгусу
Джунгусу — река в России, протекает в Чегемском районе Кабардино-Балкарии. Длина реки составляет 13 км, площадь водосборного бассейна — 27,6 км².
Начинается на северном склоне горы Ворлан, течёт на север по долине, поросшей лесом, лишь в низовьях поворачивая на восток. Устье реки находится в 68 км по левому берегу реки Чегем у кошары Актопрок у подножия горы Лзгора.

## Данные водного реестра
По данным государственного водного реестра России относится к Западно-Каспийскому бассейновому округу, водохозяйственный участок реки — Баксан, без реки Черек. Речной бассейн реки — реки бассейна Каспийского моря междуречья Терека и Волги.
Код объекта в государственном водном реестре — 07020000712108200004833.